# Homosexuality and Citizenship in Florida

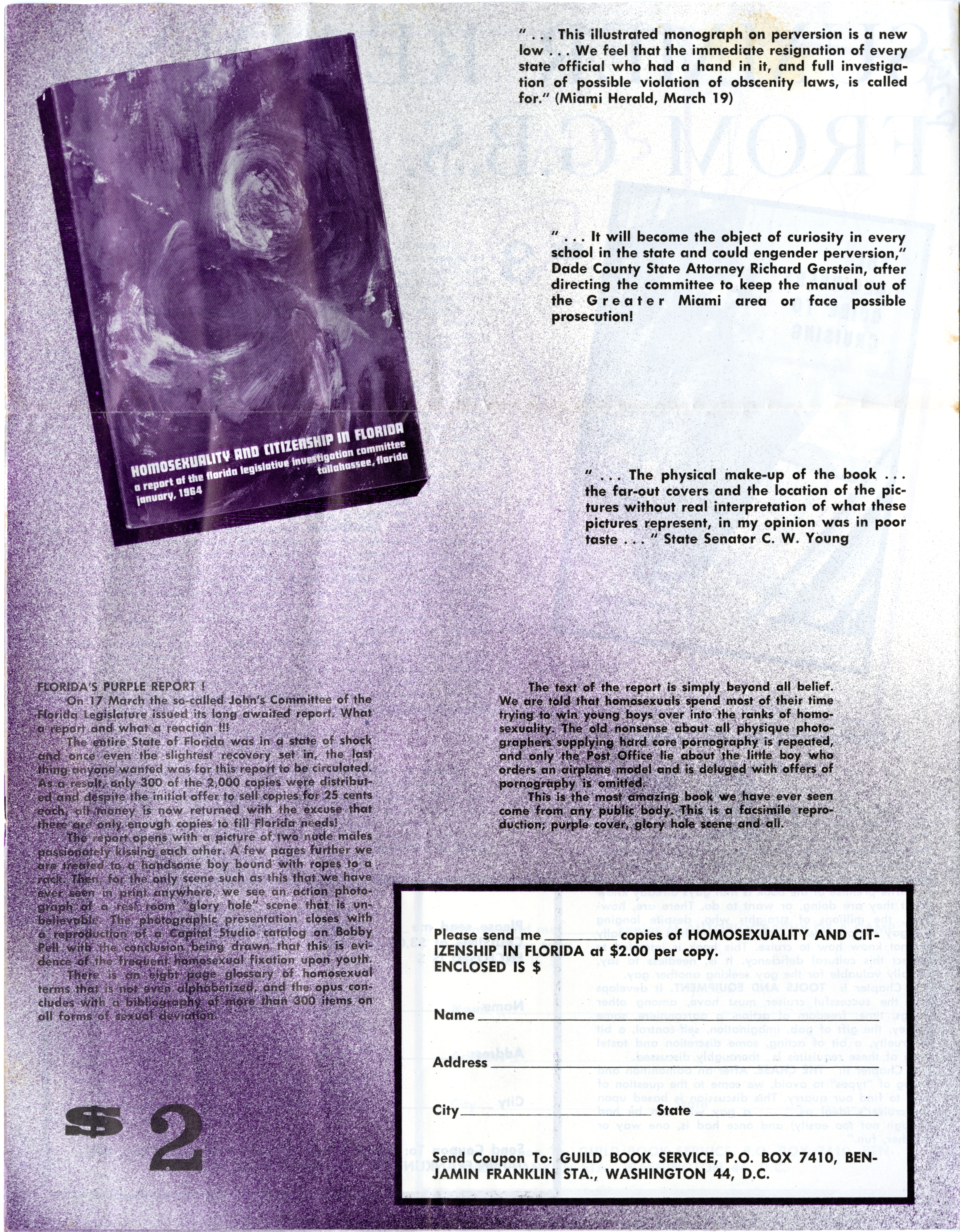
Publicidad del Panfleto Púrpura de Guild Press, una editorial de material erótico homosexual.

Homosexuality and Citizenship in Florida (en español: Homosexualidad y ciudadanía en Florida), también conocido como el Panfleto Púrpura, fue un panfleto de propaganda antihomosexual publicado en enero de 1964 y presentado oficialmente el 17 de marzo del mismo año por el Comité de Investigación Legislativa de Florida (Florida Legislative Investigation Committee, FLIC) de la legislatura de Florida dirigido por el senador Charley Eugene Johns. El folleto contenía varias imágenes pornográficas y un glosario de terminología utilizada en la comunidad gay. Se vendió por 25 centavos de dólar la copia, con un descuento para pedidos al por mayor de 100 copias o más.
Durante varios años, el Comité Johns había llevado a cabo una caza de brujas de homosexuales en escuelas públicas, universidades y agencias gubernamentales estatales, creyendo que eran parte de una estrategia comunista para "subvertir el estilo de vida estadounidense al controlar las instituciones académicas y corromper la fibra moral de la nación". Al publicar sus hallazgos, el Comité esperaba persuadir a la Legislatura para que promulgara una legislación integral contra los homosexuales y "sorprender a los floridanos para que acepten su programa".

[El informe] veía a los homosexuales como portadores de una enfermedad degenerativa que representaba una amenaza mayor para la sociedad que los abusadores de niños... El comité esperaba que los lectores seleccionaran una teoría que se ajustara a sus propios puntos de vista, y el folleto retrataba a los homosexuales como fanáticos del sexo que pasaban cada momento libre buscando parejas anónimas, reclutando jóvenes o transmitiendo enfermedades venéreas.

En lugar de convertirse en un éxito de ventas como esperaban sus autores, el Panfleto Púrpura provocó una reacción violenta de críticas por sus fotografías explícitas de hombres homosexuales involucrados en actividades sexuales. Un funcionario del condado de Dade amenazó con emprender acciones legales contra el comité y el fiscal general del estado, Richard E. Gerstein, "advirtió a la FLIC que cesara la distribución de este material 'obsceno y pornográfico'". Un club de lectura gay en Washington D. C. vendió reimpresiones del folleto a dos dólares cada una.
La reacción violenta de la controversia del panfleto destruyó al comité, que se disolvió el 1 de julio de 1965, después de que la Legislatura se negara a continuar financiando sus actividades. Los registros de las investigaciones de la FLIC fueron sellados por la Legislatura hasta 2028, aunque a principios de la década de 1990 se colocaron copias redactadas en los archivos del estado de Florida para inspección pública.